# Nativní inzerce
Nativní inzerce (z anglického native advertising; též placená inzerce, placený obsah, sponzorovaný obsah) je typ tiskové nebo on-line reklamy, je vkládán do médií mezi běžné články. Nativní inzerce nepoužívá tradiční způsoby získání zákazníka (jako např. pestrobarevnost, líbivost, umění šokovat, snaha zaujmout, „překřičet“ ostatní inzerenty, vystoupit z řady, …), ale naopak se „kamufluje“ za běžný obsah daného média a cílí na to, že čtenáři ji začnou jako takovou číst. Nativní inzerce často kopíruje styl ostatních článků a často je pro čtenáře obtížné při čtení ihned rozpoznat, že byl vystaven reklamě – na to, že se jedná o reklamu, je v daném médiu upozorněno zpravidla nevýrazným návěstím nebo nadpisem v jejím okolí. To, jak má být sponzorovaná inzerce oddělena od běžného obsahu, určuje zákon.
Obdobou nativní inzerce pro audiovizuální média a televizní a radiové vysílání je tzv. infomercial (portmanteau ze slov information a commercial) – hybrid mezi informativním pořadem a reklamou.

## Nativní versus běžná inzerce
Nativní inzerce vznikla v reakci na malou účinnost běžné tiskové reklamní inzerce a internetových bannerů. Zatímco čtenáři tištěných a on-line médií u konvenční reklamní inzerce dokáží snadno rozeznat, že jde o reklamu (včetně toho, že jejím účelem je nikoli informovat, ale přimět je ke koupi produktů nebo služeb) a vytvořili si proti ní určité vzorce chování (bezděčné odlistování stránek s inzercí, ignorování bannerů), sponzorovaných články takto nevnímají a počítají je mezi obsah ke čtení. Obdobně, tam, kde běžná reklama se u čtenářů setkává s tím větším odporem a negativní reakcí, čím hlasitější, agresivnější a „vlezlejší“ je, sponzorovaný obsah se těší relativně větší toleranci. Další výhodou nativní inzerce oproti konvenčním reklamám v on-line formě je odolnost vůči doplňkům v prohlížeči, které reklamy automaticky blokují (např. Adblock).
Reklamní část nativní inzerce není na první pohled zjevná – vždy se však snaží dosáhnout účelu, za kterým byla publikována a zaplacena – a sice k dosažení toho, aby čtenář zaplatil za inzerované zboží nebo službu. Ona nepatrnost může být už jen v nezmínění žádného konkurenčního výrobku (i kdyby ten byl nejlepší nebo nejvíce zastoupený na trhu), a de facto zúžení výběru na jeden výrobek. Dalšími prostředky jsou vychválení předností, ale opomenutí zmínit zápory.

### Paradoxy
Běžné reklamy soupeřící s konkurencí vymýšlejí, jak nejvíce vystoupit z řady, být nepřehlédnutelné, bít do očí agresivními barvami, velkými nadpisy, jít do extrémů, atd. Strategií nativní inzerce je naopak splynout s okolním obsahem.
Běžné reklamy se snaží být spíše výstižné než „upovídané“ a nezahltit čtenáře nebo diváka příliš velkým množstvím informací – inzerenti proto věnují velkou pozornost tomu, aby obsah reklamy byl úsečný, osekaný od jakékoli zbytečné slovní vaty a aby obsahovala jen to, co je pro její účel podstatné. Nativní inzerce je v tomto ohledu pravým opakem, protože se snaží nepatrně podsunutou reklamu zaplnit obsahem do velikosti celého článku.
Pro média, které nativní inzerci využívají, její výskyt znamená nejen zdroj příjmů, ale  též (na rozdíl od běžné reklamy) zdroj obsahu – jinými slovy: inzerenti za ně spoluvytvářejí podobu daného tištěného nebo on-line časopisu a za tuto možnost médiu platí. Odvrácená strana příliš velkého množství placeného obsahu je potenciální ztráta objektivity daného média až jeho postupná přeměna na ryze reklamní pamflet.